# Birakan
Birakan (russisch Бирака́н) ist eine Siedlung städtischen Typs in der Jüdischen Autonomen Oblast (Russland) mit 2151 Einwohnern (Stand 14. Oktober 2010).

## Geographie
Die Siedlung liegt im Kleinen Hinggan-Gebirge am linken Ufer des Amur-Nebenflusses Bira wenig unterhalb seiner Entstehung aus Sutara und Kuldur, und oberhalb der Einmündung des kleinen Nebenflusses Birakan. Südlich der Siedlung steigt der Sutarakamm des Mittelgebirges bis auf eine Höhe von knapp 800 m an.
Birakan liegt etwa 90 km Luftlinie westnordwestlich der Republikhauptstadt Birobidschan. Es gehört zum Rajon Oblutschje und ist von dessen Verwaltungszentrum Oblutschje etwa 50 km in östlicher Richtung entfernt. Zur Stadtgemeinde (gorodskoje posselenije) Birakan gehören auch die zwei nahe liegenden Dörfer Nowoje und Tjoplyje Kljutschi.

## Geschichte
Der Ort wurde 1905 gegründet und nach dem in der Nähe in die Bira mündenden Fluss benannt (die Bezeichnung steht im Ewenkischen für Flüsschen). Wenig später wurde die Amureisenbahn von Kuenga nach Chabarowsk am Ort vorbeigeführt, die 1915 den Betrieb auf diesem Abschnitt aufnahm. 1931 erhielt Birakan den Status einer Siedlung städtischen Typs.

### Bevölkerungsentwicklung
| Jahr | Einwohner |
| ---- | --------- |
| 1939 | 4360      |
| 1959 | 4288      |
| 1970 | 3023      |
| 1979 | 3081      |
| 1989 | 3089      |
| 2002 | 2543      |
| 2010 | 2151      |

Anmerkung: Volkszählungsdaten

## Wirtschaft und Infrastruktur
Unweit von Birakan wurde eine Talklagerstätte entdeckt, die bislang nicht abgebaut wird. Im Ort befindet sich das Rajonkrankenhaus.
Birakan ist eine Station der Transsibirischen Eisenbahn (Streckenkilometer 8248 ab Moskau). Nördlich wird die Siedlung von der Fernstraße M 58 Amur von Tschita nach Chabarowsk umgangen, Teil der transkontinentalen Straßenverbindung. Von dieser zweigt bei Birakan eine Lokalstraße in die 23 km in nördlicher Richtung entfernte Siedlung Kuldur ab.